# 減反政策

減反政策（げんたんせいさく）とは、戦後の日本における米の生産調整を行うための農業政策である。
基本的には米の生産を抑制するための政策であり、具体的な方法として、稲作農家に作付面積の削減を要求する。そのため「減反」の名が付いた。食管会計の赤字削減を目的として、1970年度（昭和45年度）から実質的に開始され、2018年度（平成30年度）に廃止となった。

## 総論
戦時中の食糧難の時代、米は他の食品とともに食管法の管理下におかれていた。戦後しばらくして米以外の食品は自由販売になったが、米は引き続き食管法のもとにおかれ政府統制物資のままだった。米の値段は、生産者米価と消費者米価の両方が米価審議会によって決められ、市場原理により価格が決まる一般の商品とは異なるものだった。生産された米は全量が政府による固定価格での買い上げであり、農家が他の業者に売ることはできなかった。販売も政府の管理下におかれ、1人あたりの購入枠が決められており、この枠を超えての購入はできない仕組みであった（参考：米穀通帳 ）。
戦後の混乱期を経て、農家の努力などもあり徐々に米の生産量は増加した。一方、消費においては食事の欧風化による米離れが進み、購入枠を返上する家庭もでるようになった。そのため、販売量（消費）が生産量を下回るようになり余剰米が発生し食管会計を圧迫しはじめた。この食管会計の赤字削減を目的として、消費量に合わせ生産量を減らす生産調整が減反政策である。
1995年（平成7年）に食管法が廃止され、固定価格での買い上げでなくなった後は、生産量を消費量に合わせる事で米価を維持することが目的となった。減反政策が終了した後も、需要予測に基づく生産量の目安が発表され続けているほか転作する農家に補助金を出しており、事実上継続しているという見方もある。

## 経緯

### 戦前から戦中
日本人の米に対する思い入れは強く、米は最も重要な食べ物（主食）とされているが、戦前の日本における米の10アール当りの収量は、300キログラム前後と現在の約半分であり、しばしば凶作に見舞われていた。1933年（昭和8年）には作況指数120を記録し、米の在庫が増加したことにより「減反」方針が打ち出された事があるが、翌年東北地方において、冷害から凶作・飢饉が発生するなどし、安定した供給が行われていたわけではない。加えて、階級や貧富、地域などによって大きな違いがあり、雑穀や芋などを常食していた人たちも多く、実際には大半の日本人が米を主食とすることはできなかった。
また、戦前は米も通常の物資と同じく市場原理に基づき取引されていたが、1940年（昭和15年）頃には戦時体制へ突入し米不足が深刻化したため、食管制度に基づく配給制となり、政府の管理下に置かれた。

### 戦後の占領期
戦後の食糧難は深刻を極め、1945年（昭和20年）10月の東京・上野駅での餓死者は1日平均2.5人で、大阪でも毎月60人以上の栄養失調による死亡者を出した。だが、米は引き続き食管制度に基づく政府の固定価格での買い上げだったため、闇市でヤミ米が横行、ヤミ米を食べることを拒否し法律を守り、配給のみで生活しようとした裁判官山口良忠が餓死するという事件も起こっている。
米ばかりでなく、全ての食料が不足していた時代であり、占領軍の主体となったアメリカにより、1946年（昭和21年）からララ物資の援助があり、1947年（昭和22年）から1951年（昭和26年）まではガリオア・エロア資金として総額約20億ドルの経済援助が行われ、その60%以上が食糧輸入に充てられたものの、食糧不足の解決は難しく配給の遅配が相次ぐ事態となっていた。食料を生産していない都市部では、欠食児童も多く、学校給食には大量に輸入されたメリケン粉が充てられ、アメリカの占領政策の一環で、子どものうちから味を覚えさせ、日本人の食習慣を変えさせるという意図もあり、学校給食は米飯ではなく、メリケン粉を使ったパンと脱脂粉乳が主体であったため、日本人の食事の欧風化が進行した。
マッカーサーは「我が輩は米と魚と野菜の貧しい日本人の食卓を、パンと肉とミルクの豊かな食卓に変えるためにやってきた」と豪語し、GHQ公衆衛生福祉局長のサムス准将は、「太平洋戦争はパン食民族と米食民族との対決であったが、結論はパン食民族が優秀だということだった」と言い放っている。

### 講和条約発効後
日本が独立を回復した1952年（昭和27年）に栄養改善法が施行された。1954年（昭和29年）には日本とアメリカの間でMSA協定が結ばれ、アメリカでは余剰農産物処理法が成立した。日本国政府は、余剰農産物を引き受け、それと引きかえに産業の復興と軍事援助を受けることを決断し、こうして経済大国への途が開かれ自衛隊が発足した。そして、厚生省をして日本食生活協会を設立させ、栄養改善運動を展開し余剰小麦などの販売促進を図った。米偏重の是正が叫ばれ欧米風の食事を理想とし、林髞著『頭脳』の米を食べるとバカになるという説が流布され、大手メディアも、例えば朝日新聞などは天声人語に、1957年（昭和32年）から1959年（昭和34年）にかけて「池のコイや金魚に残飯ばかりやっているとブヨブヨの生き腐れのようになる。パン屑を与えていれば元気だ。米食が悪いことの見本である」のような米食批判の記事を幾度となく載せ、主食とされてきた米は遠ざけられ、戦前まで1人1石（160キログラム）といわれていた米の年間消費量は、1962年（昭和37年）に戦後最高の118.3キログラムに達したのをピークに、以後年々減少に向かった。

### 米の自給達成と減反
米食悲願民族といわれる日本人にとって、米を実際の主食とすることは有史以来の宿願であったが、昭和40年代（1965年-1974年）初頭には、肥料の投入や農業機械や農薬の導入、品種改良によって、生産技術が向上したこともあり、ようやく米の自給が実現でき名実ともに主食となった。しかし、その時既にアメリカの小麦戦略は見事に成功をおさめ、学校のパン給食や栄養改善運動などによって、日本人の食事の欧風化が進行し、米離れに拍車がかかっていた。
そして米の余剰が発生、食管制度は経済状態の悪い家庭にも配慮し、買取価格よりも売渡価格が安い逆ザヤ制度であったことに加え売れ残りまで出るようになり赤字が拡大した。赤字削減のため、政府は新規の開田禁止、政府米買入限度の設定と自主流通米制度の導入、一定の転作面積の配分を柱とした本格的な生産調整を1970年（昭和45年）に開始した。制度的には「農家の自主的な取組み」という立場を取っているが、転作地には麦、豆、牧草、園芸作物等の作付けを転作奨励金という補助金で推進する一方で、稲作に関する土地改良事業などの一般的な補助金には、配分された転作面積の達成を対象要件とするなど、実質的に義務化された制度である。また、耕作そのものを放棄することは農地の地力低下、荒廃につながることから、転作面積とはみなされない。
この減反政策については農家から猛反発を受けた。八郎潟の干拓事業によって誕生した秋田県南秋田郡大潟村の入植は、1967年（昭和42年）に始まったばかりであったが、この年の入植を最後とし以後の入植者の募集は取り消された。生産拡大のための基盤整備事業が行われている最中の生産調整の導入であったことと、それまで米の増産を推進してきた国の政策と相反した制度であり、大潟村の既入植者が生産可能面積の取り扱いを巡って長年にわたり国と対立するなど、稲作農家の意欲低下、経営の悪化につながるとして強い反発が各方面であった。一方、地域によっては例外もあり、元々水田で稗を栽培し稲作には不向きであった青森県下北半島の東北町、六ケ所村、横浜町では割当面積の数倍の減反希望者が現れた。また農家によっては、米を引き続き栽培するためにやむを得ず受け入れるという立場をとる者もいたが、積極的に転作に取り組むことによって農業構造の転換を図ろうとした農家も多かった。生産調整の導入以降も、生産拡大へ向けての基盤整備事業の効果が現れはじめたことや、生産技術が向上したことにより単位面積あたりの生産量は増加したが、作付け面積が減少したので全体の生産量は減少した。
水稲の作付け面積は、1969年（昭和44年）の 317万ヘクタールをピークに、1975年（昭和50年）には 272万ヘクタール、1985年（昭和60年）には 232万ヘクタールに減少、生産量も 1967年（昭和42年）の 1426万トンをピークに、1975年（昭和50年）には 1309万トン、1985年（昭和60年）には 1161万トンに減少した。

### 昭和60年以降
さらに、1985年（昭和60年）と1994年（平成6年）のそれぞれ凶作により米の緊急輸入があった翌年を除いては、一貫して生産調整の強化を続け、1995年（平成7年）には作付け面積 211万ヘクタール、生産量 1072万トンに、2000年（平成12年）以降は、作付け面積 170万ヘクタール、生産量 900万トン程度を推移し、作付け面積は半減、生産量は60%程度になった。一方で、米の消費量減少には歯止めがかからず、日本人1人あたりの年間消費量は、1990年代（平成2年-平成11年）後半にはひと頃の半分以下の60キログラム台に落ち込んだ。家計支出に占める米類の支払いの割合は、10%強だったものが 1.1 - 1.3% と 10分の1になり、米の地位低下がはなはだしい。
生産調整が強化され続ける一方で、転作奨励金に向けられる予算額は減少の一途をたどり、「転作奨励」という手法の限界感から、休耕田や耕作放棄の問題が顕在化し始めた。こうして弥生時代（縄文時代晩期とも）以来、長い時間をかけて開発され、維持されてきた水田の景観は、荒れるに任されるようになった。そして、自然環境が変化し生態系に影響を与えることに懸念がある。

### 食管法廃止後
このような状況の中、1995年（平成7年）食管法が廃止されて食糧法が施行され、制度が下記の様に大幅に変更された。
- 日本国政府の米買入れ目的は、価格維持から備蓄に移行。これに伴い、買入れ数量は大幅に削減。
- 米の価格は、原則市場取引により形成。
- 生産数量は、原則生産者（実際は農業協同組合を中心とする生産者団体）が自主的に決定。この際、転作する面積を配分する方法（ネガ配分）から、生産できる数量（生産目標数量）を配分する方法に移行（農家段階では、生産目標数量は作付目標面積に換算されて配分（ポジ配分）。ポジ配分は2004年から本格実施）。

補助金や関税によって市場価格から遊離した農業生産を奨励する保護政策の裏面として減反政策が存在し、これによる日本産コメの高値維持および国税の浪費などが日本国民の家計に圧迫を加えているという主張もあるが、実際には、米の自給が実現した昭和40年代は家計支出に占める米類の支払いの割合は10%強だったものが、1990年代には、1.1 - 1.3%と10分の1以下になっている。
食管法が廃止され政府統制物資ではなくなった後でも、その年度や季節ごとの需要と供給で市場で価格が決まってきた野菜など他の農作物とは異なり、米価のみ政治問題化すると指摘されている。後述の減反政策下の米価で分かるように、そもそも農作物は生産量と価格の調整が難しい問題もある。具体例として、2003年時でコメ生産量が10％減少しただけで米価は30％も上がった。逆に、2004年時では生産量9％増の生産過剰になっただけで米価は25％も暴落した。2010年時点で国内需要に合わせた減反政策でコメ価格保護のために需要に生産量を合わせることで下支えしているにも関わらず、2000年度時点と比較すると米価は25％も低下しており、長期的に下落してきた。理由としては、日本国内のコメ消費量の減少速度が、減反によるコメ生産減少速度よりも早いことで、2003年時などを除くと基本的に生産過剰状態が続いていることにある。

### 減反政策終了後
2018年（平成30年）に減反政策は終了、しかし農林水産省は引き続き需要予測に基づく生産量の目安を発表し続けているほか、主食用米から転作する農家に補助金を出している。価格を維持したい農業団体などはこの目安に基づいて生産量を調整しているため、事実上減反政策は継続しているという見方もある。

## 参考図書
- 『アメリカ小麦戦略―日本侵攻』（NHK農林資産番組班 高嶋光雪著 1979年 家の光協会）
- 「アメリカ小麦戦略」と日本人の食生活（鈴木猛夫著 2003年 藤原書店） ISBN 4894343231